# Huamboya (canton)
Huamboya est un canton d'Équateur situé dans la province de Morona-Santiago.